# Ідейська печера
Ідейська печера (грец. Ιδαίο άντρο) — система печер, розташована на схилах гори Іди, острів Крит, Греція. Єдиний вхід до печери знаходиться на рівні 1538 м. Спуск до печери обладнаний дерев'яними сходами, вбудованими в скелю.

## Історія
Перший наукові дослідження печери почалися в 1885 р. італійським археологом Федеріко Хальберром. У 1982 р. археологи Янніс Сакелларакіс і Катя Сторн провадили розкопки, в результаті яких було виявлено археологічні знахідки мінойської культури кінця неолітичної епохи. Були знайдені бронзові предмети вотивного призначення.

## Міфологія
У часи Стародавньої Греції Ідейська печера була місцем поклоніння. Вважалося, що саме в цій печері богиня Рея ховала немовля Зевса від його батька Кроноса. Інший варіант цього міфу описує, як корібанти влаштували шумні танці перед входом в печеру, щоб заглушити плач Зевса і відвернути увагу Кроноса.
Печеру з періодичністю раз на 9 роки відвідував Мінос, який просив поради у свого батька Зевса. Також тут постійно влаштовувалися ідейські містерії на честь покровителя пантеону.
У печері колись був посвячений математик Піфагор. Експонати і пам'ятки з печери нині виставлено в музеї археології Іракліону.

## Ресурси Інтернету
- Die Idäische Grotte [Архівовано 24 лютого 2016 у Wayback Machine.]
- Jannis Sakellarakis: The Idaean cave: Minoan and Greek worship. // Kernos. — Band 1, 1988. — S. 207—214. (Online [Архівовано 2 лютого 2016 у Wayback Machine.])